# Phtalonitrile
Le phtalonitrile, ou 1,2-dicyanobenzène, est un composé organique de formule chimique C6H4(CN)2. Il s'agit d'un solide cristallisé inodore de couleur beige ou blanc cassé à température ambiante. C'est un dérivé du benzène portant deux substituants nitrile adjacents, en position ortho. Il est peu soluble dans l'eau mais se dissout bien dans les solvants organiques courants. Il est utilisé comme précurseur de la phtalocyanine d'autres pigments, azurants fluorescents et sensibilisateurs photographiques.

## Synthèse
Il est produit industriellement par un procédé en continu en une étape par ammoxydation de l'ortho-xylène à 480 °C. La réaction est catalysée par de l'oxyde de vanadium(V)-trioxyde d'antimoine dans un réacteur à lit fluidisé.
Le phtalonitrile a été décrit pour la première fois en 1896 comme un sous-produit de la synthèse de l'ortho-dicyanodiazoamidobenzène via la réaction du chlorhydrate d'ortho-amidobenzonitrile, du nitrite de sodium et de l'acide chlorhydrique. La première synthèse intentionnelle du composé impliquait la déshydratation du phtalamide par ébullition dans l'anhydride acétique. Une autre synthèse ayant un intérêt historique est la réaction de Rosenmund-von Braun (en) à partir d'un dihalobenzène ortho-substitué est traité avec du cyanure de cuivre(I) (en), ce qui entraîne le remplacement des groupes halogénure par des groupes cyanure.

## Applications
Le phtalonitrile est précurseur des pigments de phtalocyanine, qui forment une famille de pigments organiques répandue. Ils sont produits par réaction du phtalonitrile avec divers précurseurs métalliques. La réaction est effectuée dans un solvant à environ 180 °C.
L'ammonolyse du phtalonitrile donne la diiminoisoindoline. Cette condensation intermédiaire avec des composés de méthylène actifs donne le pigment jaune 185 (en) et le pigment jaune 139 (en) qui sont commercialement importants. Le phtalonitrile est également utilisé dans la fabrication de pesticides, comme additif stabilisant dans l'avgas et dans l'industrie du caoutchouc, et comme précurseur pour la production d'azurants optiques et de sensibilisateurs pour la photographie.